# Glossogobius callidus
Glossogobius callidus és una espècie de peix de la família dels gòbids i de l'ordre dels perciformes.

## Morfologia
Els mascles poden assolir els 12 cm de longitud total.

## Distribució geogràfica
Es troba a Àfrica: Província del Cap (Sud-àfrica) i Moçambic.